# Диско топка
Диско топката (известна също като огледална топка или блестяща топка) е приблизително сферичен предмет, който отразява светлината, насочена към нея в много посоки, създавайки сложни светлинни прояви. Повърхността ѝ се състои от стотици или хиляди фасети, почти всички с приблизително с еднаква форма и размер и всяка от тях има огледална повърхност. Обикновено тя се монтира доста над главите на присъстващите, окачена от устройство, което кара тя да се върти стабилно по вертикална ос и да се осветява от прожектори, така че неподвижните зрители възприемат наличието на светлинни лъчи, които мигат над тях, и виждат безброй петна (подобни на създадените от естествена светлина слънчеви зайчета) от светлина се върти около стените на стаята.

## История
През 60-те, 70-те и 80-те години на миналия век тези устройства са били стандартно оборудване в дискотеките, а до края на хилядолетието името „диско топка“ е широко популярно.

## Рекорд
Въпреки твърденията, че най-голямата диско топка в света може да бъде намерена на крайбрежната алея в Блекпул, Обединеното кралство, тя е по-малка от рекордьора в света на Гинес. Топката е направена за събитието Bestival 2014 в Англия и е с диаметър 10,33 метра.